# يوم اللا حمية العالمي
يوم اللا حمية العالمي (بالإنجليزية: International No Diet Day)‏ هو احتفال سنوي عالمي لقبول تنوع واختلاف أشكال وأحجام البشر يتم فيه كذلك التوعية بمخاطر اتباع الحميات الغذائية، وقد اُختير 6 مايو للاحتفال بهذا اليوم واختيرت الشريطة الزرقاء كشعار لليوم على غرار الشريطة الحمراء لليوم العالمي لمرض الإيدز.

## تاريخ اليوم
تم الاحتفال باليوم لأول مرة سنة 1992، وذلك عندما قامت الناشطة النسوية البريطانية ماري إيفنز يونج بمحاربة الحمية الغذائية التي أصبحت صناعة تتربح منها بعض الشركات التجارية وكذلك التوعية بمخاطر الهوس بالحميات الغذائية والتشدد في اتباعها مما قد يصيب ببعض الأمراض مثل اضطراب الأكل وسوء الهضم أو الإصابة بمرض القهم العصابي، وفي سبيل ذلك راسلت ماري إيفنز وسائل الإعلام المحلية لتوصيل رسالتها.
بحلول عام 1993، كانت النسويات في العديد من البلدان تخطط للاحتفال باليوم العالمي لعدم اتباع نظام غذائي. كان الأمريكيون، ولا سيما في كاليفورنيا وتكساس ونيو مكسيكو وأريزونا، قلقين من أن التاريخ يتعارض مع احتفالات سينكو دي مايو في الولايات الجنوبية. بالنسبة إلى يونج، لم تكن هناك أهمية خاصة لـ 5 مايو، لذلك وافقت على تغيير التاريخ إلى 6 مايو.

## أهداف اليوم
- التعريف بمخاطر التشدد في اتباع الحميات الغذائية.
- نقض فكرة الشكل الأمثل للجسم.
- رفع التوعية بحقوق أصحاب الأوزان الكبيرة ومناهضة ظاهرة الخوف من البدانة.
- كشف النزعة التجارية خلف شركات صناعة الحمية ووسائل الغش التجاري التي تتبعها.
- تكريم وتذكر ضحايا الاضطرابات النفسية والعضوية التي تتبع الحميات وكذلك عمليات التجميل لإنقاص الوزن.